# 3096 (película)
3096 días es una película alemana de drama de 2013, dirigida por Sherry Hormann. La trama se basa en la historia verídica de Natascha Kampusch, quien en su infancia fue secuestrada por un periodo de ocho años por Wolfgang Přiklopil. La actriz irlandesa Antonia Campbell-Hughes interpreta a Kampusch, mientras Thure Lindhardt retrata a Přiklopil.
La película estaba siendo escrita por Bernd Eichinger; sin embargo, ante su repentina muerte, Martin Moskowicz, director de Constantin Film, y Ruth Toma (Gloomy Sunday) asumieron la responsabilidad.

## Argumento
El 2 de marzo de 1998, Natascha Kampusch, de 10 años, camina sola a la escuela tras enfadarse con su madre. De repente, un hombre la mete en una furgoneta y despierta poco después en un sótano. Su secuestrador es Wolfgang Přiklopil, un técnico de 35 años. A pesar de ser errático y tiránico con Natascha, de cara al público Wolfgang es un hombre solitario y triste. La única persona con quien trata a menudo es su madre, quien le visita para traerle comida. Las descripciones de la furgoneta por parte de los testigos llevan a la policía a interrogar a Wolfgang, pero se marchan al no encontrar indicios. Natascha permanece encerrada en el sótano durante los próximos cuatro años. Desnutrida, aburrida y bajo constante manipulación psicológica, abandona cualquier esperanza de huir. Wolfgang solo le permite salir del sótano para ducharse cuando comienza a menstruar y de ahí en adelante le permite salir más veces. Cuando la madre de Wolfgang se alegra de encontrarse un pelo de mujer en su jersey, éste rapa a Natascha para evitar sospechas, humillándola. El día de navidad de 2003, Natascha es renombrada como Bibi por Wolfgang, quien además le revela su nombre por primera vez. Mientras tanto, la madre de Natascha sigue culpándose por haberla dejado ir sola el día de su secuestro. Wolfgang comienza a construir una nueva habitación y obliga a Natascha a hacer trabajos forzosos semidesnuda y a pesar de su estado físico. También comienza a sufrir abusos sexuales, con Wolfgang maniatándose con ella a la cama con precintos cada vez que la viola. En una ocasión, Wolfgang explica que no la escogió al azar, sino que se obsesionó con ella al verla en una tienda y estuvo el año siguiente construyendo el sótano y planeando su secuestro. El maltrato de Natascha se vuelve aún más cruel, a pesar de su sumisión. Un día sufre un ataque de pánico cuando Wolfgang bromea con dejarla morir en un agujero y ella le da un puñetazo en la cara. Pese a este acto de rebeldía, Wolfgang tiene tal sentimiento de control sobre ella que la lleva a una ferretería. Natascha duda con pedir ayuda a los trabajadores, pero al final es incapaz tras sufrir tanta manipulación. Por la radio, Natascha se entera de que han pasado 6 años desde su desaparición y mira con ilusión que Wolfgang quiera irse a esquiar con ella, para intentar escaparse. Al estar bajo constante vigilancia, su única oportunidad es ir al servicio, pero la única mujer allí es extranjera y no entiende sus súplicas. Wolfgang se percata de su intento y le pega una paliza al volver a casa. Natascha intenta suicidarse provocando un incendio en el sótano, pero lo extingue al ser incapaz de seguir. Wolfgang huele el humo y le pega otra vez al percatarse de lo que ha intentado hacer. Harta, Natascha comienza a escribir cada instancia de sus maltratos en papel higiénico.
Poco después de que Natascha cumpla 18 años, Wolfgang planea vender su furgoneta y pone a Natascha limpiándola. Mientras Wolfgang atiende una llamada, Natascha escapa por la entrada medio-abierta y pide ayuda a una vecina. La policía reúne a Natascha con sus padres y les informa de que Wolfgang, sabiendo que su arresto es inminente, se ha suicidado tumbándose en las vías de un tren.

## Reparto
| Actor                   | Personaje          |
| ----------------------- | ------------------ |
| Thure Lindhardt         | Wolfgang Přiklopil |
| Antonia Campbell-Hughes | Natascha Kampusch  |
| Amelia Pidgeon          | Natascha (niña)    |
| Trine Dyrholm           | Brigitta Sirny     |
| Vlasto Peyitch          | Periodista         |

## Producción
A finales del 2012, había preocupaciones sobre la drástica pérdida de peso que Campbell-Hughes tuvo para la película, sin embargo, la actriz declaró en una entrevista para el Evening Standard que "deseaba padecer tanto como ella - Kampusch - y lo hice". Asimismo mencionó que había sufrido un desgarre en el tendón de Aquiles, un dedo roto, una fractura en la costilla y varios cortes y moretones, debido a que el set donde se filmó la película intentó replicar la mazmorra en donde Kampusch estuvo secuestrada.